# اجساد ممتاز (رمان)
اجساد ممتاز (انگلیسی: Excellent Cadavers) یک کتاب غیرداستانی اثر الکساندر استیل است که دربارهٔ مبارزهٔ قاضی برجستهٔ ایتالیایی جووانی فالکونه با مافیا و کشته‌شدنش در جریان بمب‌گذاری ۱۹۹۲ کاپاچی است.
عنوان کتاب از عبارت ایتالیایی cadaveri eccellenti گرفته شده‌است که در این کشور برای اشاره به قربانیان برجسته و مشهور مافیا نظیر سیاست‌مداران، قاضی‌ها و رؤسای پلیس به‌کار می‌رود.